# Liste der Naturdenkmale im Amt Klützer Winkel
Die Liste der Naturdenkmale im Amt Klützer Winkel nennt die im Amt Klützer Winkel im Landkreis Nordwestmecklenburg in Mecklenburg-Vorpommern gelegenen Naturdenkmale.

## Naturdenkmale
| Bild                                    | Nr.     | Bezeichnung    | Standort                                                                                  | Beschreibung | Schutzzweck | Verordnung |
| --------------------------------------- | ------- | -------------- | ----------------------------------------------------------------------------------------- | --- | ----------- | ---------- |
| Fotos hochladen                         | NWM 377 | Esche          | Boltenhagen Tarnewitz Kleines Bruch (53° 58′ 28″ N, 11° 12′ 41,4″ O)                      | |             |            |
| Fotos hochladen                         | NWM 041 | Linde          | Damshagen Klützer Straße / St.-Thomas-Kirche (53° 55′ 39″ N, 11° 9′ 11,9″ O)              | |             |            |
| Fotos hochladen                         | NWM 042 | Buche          | Damshagen Klützer Straße / St.-Thomas-Kirche (53° 55′ 39″ N, 11° 9′ 11,9″ O)              | |             |            |
| BW                                      | NWM 043 | Eiche          | Damshagen Friedhof Damshagen (53° 55′ 41,2″ N, 11° 9′ 10,4″ O)                            | |             |            |
| Direkt Bild zu diesem Denkmal hochladen | NWM 378 | Eiche          | Damshagen Gemarkungsgrenze zu Klütz (Flurstück 2 86/2) ()                                 | (nur Lage des Flurstücks angegeben)                                                                                                 |             |            |
| BW                                      | NWM 047 | Eiche          | Damshagen Moor Flurstück 1 70/1 (53° 55′ 49,4″ N, 11° 8′ 44,2″ O)                         | |             |            |
| BW                                      | NWM 379 | Eiche          | Damshagen Moor Flurstück 1 101/3 (53° 55′ 41,2″ N, 11° 9′ 5″ O)                           | |             |            |
| BW                                      | NWM 080 | Eiche          | Hohenkirchen Hohen Wieschendorf Strand (Flurstück 2 4/3) (53° 57′ 23,4″ N, 11° 20′ 19″ O) | (nur Lage des Flurstücks angegeben)                                                                                                 |             |            |
| BW                                      | NWM 081 | Eiche          | Hohenkirchen Hohen Wieschendorf Strand (Flurstück 2 4/3) (53° 57′ 23,4″ N, 11° 20′ 19″ O) | (nur Lage des Flurstücks angegeben)                                                                                                 |             |            |
| BW                                      | NWM 082 | Eiche          | Hohenkirchen Hohen Wieschendorf Strand (Flurstück 2 4/3) (53° 57′ 23,4″ N, 11° 20′ 19″ O) | (nur Lage des Flurstücks angegeben)                                                                                                 |             |            |
| Direkt Bild zu diesem Denkmal hochladen | NWM 060 | Stechpalme     | Kalkhorst Brook Flurstück 1 22/1 ()                                                       | |             |            |
| BW                                      | NWM 061 | Stechpalme     | Kalkhorst Brook Dorfstraße 1c (53° 59′ 55,3″ N, 11° 2′ 49,9″ O)                           | |             |            |
| BW                                      | NWM 062 | Eiche          | Kalkhorst Lenorenwald (53° 57′ 42,4″ N, 11° 3′ 19″ O)                                     | |             |            |
| BW                                      | NWM 063 | Eiche          | Kalkhorst Lenorenwald (53° 57′ 31,7″ N, 11° 3′ 36″ O)                                     | (nur Lage des Flurstücks angegeben)                                                                                                 |             |            |
| BW                                      | NWM 064 | Eiche          | Kalkhorst Lenorenwald (53° 57′ 31,7″ N, 11° 3′ 36″ O)                                     | (nur Lage des Flurstücks angegeben)                                                                                                 |             |            |
| BW                                      | NWM 065 | Eiche          | Kalkhorst Heinrich-Schliemann-Straße (53° 57′ 31,7″ N, 11° 3′ 29,9″ O)                    | (nur Lage des Flurstücks angegeben)                                                                                                 |             |            |
| BW                                      | NWM 030 | 2 Eichen       | Klütz Straße des Friedens 1 (53° 57′ 52,6″ N, 11° 9′ 59,8″ O)                             | |             |            |
| mehr Fotos \| Fotos hochladen           | NWM 033 | Eiche          | Klütz Boltenhagener Straße 11 (53° 58′ 11,4″ N, 11° 10′ 23,3″ O)                          | |             |            |
| BW                                      | NWM 034 | Eiche          | Klütz Christinenfeld L 03 (53° 58′ 33,6″ N, 11° 10′ 50,5″ O)                              | (nur Lage des Flurstücks angegeben)                                                                                                 |             |            |
| BW                                      | NWM 035 | Eiche          | Klütz Christinenfeld (53° 58′ 10,9″ N, 11° 11′ 20″ O)                                     | (nur Lage des Flurstücks angegeben)                                                                                                 |             |            |
| BW                                      | NWM 036 | Eiche          | Klütz Christinenfeld (53° 58′ 10,9″ N, 11° 11′ 20″ O)                                     | (nur Lage des Flurstücks angegeben)                                                                                                 |             |            |
| BW                                      | NWM 380 | Mammutbaum     | Klütz Goldbeck Flurstück (53° 58′ 9,8″ N, 11° 5′ 43,4″ O)                                 | (nur Lage des Flurstücks angegeben)                                                                                                 |             |            |
| BW                                      | NWM 381 | Mammutbaum     | Klütz Goldbeck (53° 58′ 9,8″ N, 11° 5′ 43,4″ O)                                           | (nur Lage des Flurstücks angegeben)                                                                                                 |             |            |
| BW                                      | NWM 038 | Buche          | Klütz Goldbeck Dorfstraße 17 (53° 57′ 21,6″ N, 11° 7′ 24,2″ O)                            | |             |            |
| BW                                      | NWM 039 | Eiche          | Klütz Grundshagen Dorfstraße (zwischen 37/38) (53° 58′ 50,5″ N, 11° 8′ 45,6″ O)           | |             |            |
| mehr Fotos \| Fotos hochladen           | NWM 002 | Linden (Allee) | Klütz Hofzumfelde Festonallee (53° 57′ 27″ N, 11° 9′ 40,3″ O)                             | |             |            |
| Fotos hochladen                         | NWM 037 | Eiche          | Klütz Niederklütz Dorfstraße 1c (53° 58′ 9,5″ N, 11° 9′ 54,4″ O)                          | Die Stieleiche wird aufgrund der unmittelbaren Nähe zum ehemaligen Wohnhaus des Müllers der Klützer Mühle auch Müllereiche genannt. |             |            |
| BW                                      | NWM 382 | Blut-Buche     | Klütz Oberklütz Flurstück 1 1 (53° 56′ 53,5″ N, 11° 10′ 48,4″ O)                          | (nur Lage des Flurstücks angegeben)                                                                                                 |             |            |
| BW                                      | NWM 057 | Eiche          | Zierow Eggerstorf Flurstück 1 181 (53° 54′ 40″ N, 11° 22′ 12,7″ O)                        | |             |            |
| Direkt Bild zu diesem Denkmal hochladen | NWM 059 | Eiche          | Zierow Eggerstorf Ostseite Amselweg (Flurstück 1 219) ()                                  | (nur Lage des Flurstücks angegeben)                                                                                                 |             |            |
| BW                                      | NWM 048 | Eiche          | Zierow Lindenstraße (53° 55′ 44″ N, 11° 22′ 12,4″ O)                                      | |             |            |
| BW                                      | NWM 049 | Eiche          | Zierow Lindenstraße 17c (53° 55′ 39,4″ N, 11° 22′ 12″ O)                                  | |             |            |
| BW                                      | NWM 050 | Eiche          | Zierow Berufsschulzentrum Nord (53° 55′ 34,3″ N, 11° 22′ 16,7″ O)                         | (nur Lage des Flurstücks angegeben)                                                                                                 |             |            |
| BW                                      | NWM 051 | Linde          | Zierow Berufsschulzentrum Nord (53° 55′ 34,3″ N, 11° 22′ 16,7″ O)                         | (nur Lage des Flurstücks angegeben)                                                                                                 |             |            |
| BW                                      | NWM 053 | Ginkgo         | Zierow Berufsschulzentrum Nord (53° 55′ 34,3″ N, 11° 22′ 16,7″ O)                         | (nur Lage des Flurstücks angegeben)                                                                                                 |             |            |
| BW                                      | NWM 055 | Eiche          | Zierow Eulenseekoppel (Höhe Nr. 13) (53° 55′ 23,2″ N, 11° 22′ 31,1″ O)                    | |             |            |
| BW                                      | NWM 056 | Eiche          | Zierow Eulenseekoppel 21 (53° 55′ 21,4″ N, 11° 22′ 35″ O)                                 | |             |            |
| BW                                      | NWM 058 | Pappel         | Zierow Strand (53° 56′ 7,8″ N, 11° 24′ 19,1″ O)                                           | |             |            |

## Flächennaturdenkmale
| Bild | Nr.     | Bezeichnung                   | Standort                                               | Beschreibung                                                                                               | Schutzzweck | Verordnung                                                              |
| ---- | ------- | ----------------------------- | ------------------------------------------------------ | --- | ----------- | ----------------------------------------------------------------------- |
| BW   | NWM 014 | Stadt Klütz – Goldbecker Wald | Klütz (53° 57′ 46,1″ N, 11° 5′ 43,1″ O)                | Feuchtgebiet innerhalb eines Lärchenforstes, Vorkommen seltener Pflanzengesellschaften.                    |             | Beschluss des Rates des Kreises Grevesmühlen Nr. 15-6/88 vom 18.02.1988 |
| BW   | NWM 015 | Stadt Klütz – „Hoikenstiert“  | Klütz (53° 57′ 7,2″ N, 11° 9′ 5,8″ O)                  | Eichen-, Eschen-, Ahorn- und Haselmischwald mit ausgeprägten Einzelbäumen, Vorkommen geschützter Pflanzen. |             | Beschluss des Rates des Kreises Grevesmühlen Nr. 15-6/88 vom 18.02.1988 |
| BW   | NWM 020 | Elmenhorst – Erlenbruch       | Kalkhorst Elmenhorst (53° 59′ 54,6″ N, 11° 8′ 16,6″ O) | Erlen-Eschen-Bruchwald, gehäuftes Vorkommen von wilden Schneeglöckchen. Wertvolles Biotop. 0,2 ha.         |             | Beschluss des Rates des Kreises Grevesmühlen Nr. 15-6/88 vom 18.02.1988 |